# 爭愛 (歌曲)
爭愛（英語：Love After War），是羅賓·西克第5張專輯《爭愛》的同名主打歌，於2011年10月11日發行。
歌曲獲得《告示牌》成人節奏藍調榜冠軍，並在年終榜上取得第5名的好成績。

## 製作
爭愛以升A小調創作，每分鐘104拍，時長3分16秒，是一首有著当代节奏布鲁斯與白人靈魂樂的流行樂。歌曲的音樂錄影帶由海普·威廉斯執導，於2011年11月21日首映。

## 榜單表現

### 周榜單
| 榜單（2011–12年）                     | 最高排名 |
| ------------------------------------- | -------- |
| 美國（《告示牌》成人節奏藍調榜）      | 1        |
| 美國（《告示牌》百强电台歌曲榜）      | 74       |
| 美國（《告示牌》熱門藍調/嘻哈歌曲榜） | 14       |
| 美國（《告示牌》熱門藍調/嘻哈電台榜） | 14       |
| 美國（《告示牌》柔和爵士歌曲榜）      | 23       |

### 年終榜
| 榜單（12年）                     | 排名 |
| -------------------------------- | ---- |
| 美國（《告示牌》成人節奏藍調榜） | 5    |